# Condado de Bradley (Tennessee)
El condado de Bradley (en inglés: Bradley County, Tennessee), fundado en 1836, es uno de los 95 condados del estado estadounidense de Tennessee. En el año 2000 tenía una población de 87.966 habitantes con una densidad poblacional de 43 personas por km². La sede del condado es Cleveland.

## Geografía
Según la Oficina del Censo, el condado tiene un área total de 859 km² (331,7 mi²), de la cual 851 km² (328,6 mi²) es tierra y 7 km² (2,7 mi²) es agua.

### Condados adyacentes
- Condado de Meigs norte
- Condado de McMinn noreste
- Condado de Polk este
- Condado de Murray sureste
- Condado de Whitfield sur
- Condado de Hamilton oeste

## Demografía
En el 2000 la renta per cápita promedia del condado era de $35,034, y el ingreso promedio para una familia era de $41,779. El ingreso per cápita para el condado era de $18,108. En 2000 los hombres tenían un ingreso per cápita de $30,654 contra $21,407 para las mujeres. Alrededor del 12.20% de la población estaba bajo el umbral de pobreza nacional.

## Lugares

### Ciudades y pueblos
- Charleston
- Cleveland

### Comunidades no incorporadas
- East Cleveland
- Georgetown
- Hopewell
- South Cleveland
- Wildwood Lake